# Antonio Mira de Amescua
Antonio Mira de Amescua, född den 17 januari 1577 i Guadix (Kungariket Granada), död där den  8 september 1644, var en spansk skald.
Mira de Amescua, som enligt en osäker uppgift skall ha varit teologie doktor och kaplan hos Filip IV, var av sin samtid högt prisad för lyrisk flykt, dramatisk kraft och uppfinningsrikedom. Flera av hans dramatiska arbeten har lämnat stoff åt Calderón, Moreto, Corneille med flera. De främsta av Mira de Amescuas dramatiska arbeten är Judía de Toledo, Esclavo del demonio, Rueda de la Fortuna, En esta vida, Todo es verdad y todo es mentira, Galán, valiente y discreto, No hay dicha sin desdicha hasta la muerte, Obligar contra su sangre, La Fénix de Salamanca och (i samarbete med Vélez de Guevara och Rojas Zorrilla) komedin El pleito del diablo con el cura de Madridejos. Mira de Amescua odlade flera former av lyrik, varav en del finns intagen i José Alfays Poesías varias (1654) och det stora poemet Acteón y Diana, 58 octavas, återfinns i Böhl de Fabers Florista de rimas antiguas castellanas, del 3. Verk av honom ingår i Rivadeneiras Biblioteca de autores españoles, band 14, 20, 45 och 62, levnadsteckning och verkförteckning i Albertos "Catálogo bibliografico y biografico". Mira de Amescuas namn är intaget i spanska akademiens "Catálogo de autoridades de la lengua".